# Holenderskie SS
Holenderskie SS (pełna nazwa: nid. Germaansche-SS in Nederland) – holenderska formacja hitlerowskiego Allgemeine-SS działająca w okresie II wojny światowej.

## Geneza
Po zajęciu Holandii przez III Rzeszę Niemcy postanowili wcielić pewną ilość Holendrów do Waffen-SS. 9 czerwca 1940 r. na spotkaniu z Gottlobem Bergerem, szefem Głównego Urzędu SS, przywódca Narodowo-Socjalistycznego Ruchu Holenderskiego, Anton A. Mussert dostał polecenie od Adolfa Hitlera przeprowadzenia rekrutacji do 5 Dywizji Pancernej SS „Wiking”. Holendrzy mieli tworzyć Pułk „Westland”. Początkowo przywódca NSB odmówił, ale był zmuszony pójść na ustępstwa wobec niemieckich władz okupacyjnych w celu wzmocnienia swojej pozycji. Niechęć A. A. Musserta do podporządkowania się Niemcom doprowadziła jednak do poparcia przez SS opozycyjnej frakcji w NSB i wysunięcia pomysłu utworzenia holenderskiego SS jako części hitlerowskiej Allgemeine-SS.

## Zarys historyczny
W rezultacie 11 września 1940 r. zostało powołane Nederlandsche SS, które formalnie stanowiło część NSB (Departament XI). Na jego czele stanął Johannes Hendrik Feldmeijer (z tytułem Voorman), protegowany przywódcy opozycyjnej wobec A. A. Musserta frakcji w NSB, Rosta van Tonningena. Wielu pierwszych członków formacji wywodziło się z Mussert-Garde, stanowiącej straż przyboczną przywódcy NSB. W rzeczywistości J. H. Feldmeijer podlegał niemieckiemu SS, przesyłając raporty do wyższego dowódcy SS i policji w Holandii, SS-Obergruppenführera Hansa Rautera i Reichsführera SS Heinricha Himmlera z pominięciem A. A. Musserta i władz NSB. Dowódca holenderskiego SS działał w kierunku coraz większej integracji z Allgemeine-SS. Sam wstąpił do Waffen-SS, żeby swoim przykładem służyć podkomendnym. W marcu 1943 r. dostał awans do stopnia SS-Hauptsturmführera, a rok później, do SS-Standartenführera.
1 listopada 1942 r. Nederlandsche SS zostało przemianowane na Germańską SS w Holandii (Germaansche SS in Nederland). Liczyło wówczas ok. 4 tys. członków. Stanowiło to wyraz popierania przez władze niemieckie koncepcji tzw. Wielkich Niemiec, czyli włączenia Holandii do Rzeszy. Formalnie holenderskie SS istniało do pocz. 1945 r., ale faktycznie przestało w zasadzie istnieć już pod koniec 1944 r., kiedy – po zajęciu kraju przez aliantów – wielu jego członków uciekło do Rzeszy.

## Organizacja

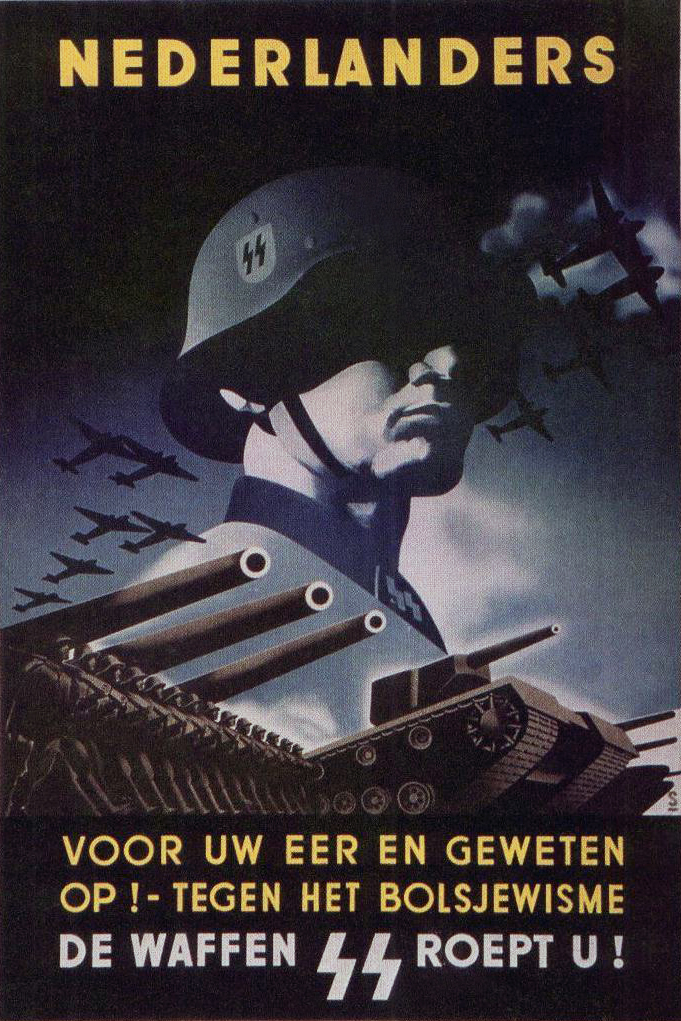
Plakat werbunkowy holenderskiego SS

Do holenderskiego SS przyjmowano jedynie kandydatów (SS-maat) spełniających odpowiednie wymagania, gdyż była to elitarna formacja. W związku z tym osoby zgłaszające się musiały być w wieku od 18 do 35 lat, o wzroście od 1,75 metra i dobrej kondycji fizycznej, poświadczonej badaniami lekarskimi. Ponadto nie mogły być karane za przestępstwa kryminalne oraz musiały zaświadczyć o swoim pochodzeniu aryjskim do 1800 r. (kandydaci na oficerów nawet do 1750 r.). Po przyjęciu składano przysięgę na wierność A. Hitlerowi. Szkolenie odbywało się w ośrodku w Avegoor, utworzonym wiosną 1941 r.
Holenderskie SS podzielone było na 5 regionalnych oddziałów (Standaarden). Były to:
- Standaard I (Friesland, Groningen i Drenthe) z siedzibą w Groningen.
- Standaard II (Overijssel i Gelderland) z siedzibą w Arnhem.
- Standaard III (Noord-Holland i Utrecht) z siedzibą w Amsterdamie.
- Standaard IV (Zuid-Holland i Zeeland) z siedzibą w Hadze.
- Standaard V (Noord-Brabant i Limburg) z siedzibą w Eindhoven.

Standaarden dzieliły się na Stormen (ponad 100 ludzi), te na Troepen (40 ludzi), a na końcu na Groepen (4 ludzi). Jednak ten podział istniał tylko na papierze. W rzeczywistości Standaarden składały się z kilku kadrowych Stormen. Liczebność poszczególnych oddziałów zawsze była mniejsza ze względu na stały odpływ ludzi do Waffen-SS. Członkowie formacji nosili czarne uniformy wzorowane na mundurach hitlerowskiego SS. Ogólna liczba jej członków wynosiła 6-7 tys.
Nederlandsche SS pełniło ważną rolę w hitlerowskim systemie okupacyjnym. Zapewniało Niemcom kontrolę nad podbitą Holandią. Stanowiło rezerwuar kadr dla rekrutacji do wojsk Waffen-SS. Pozwalało także na trzymanie w ryzach A. A. Musserta i popychanie jego polityki w kierunku większego zbliżenia z Niemcami. Wreszcie pełniło poważną rolę propagandową.
Instytucją filialną wobec holenderskiego SS był Instituut der Begunstigende Leben der Germaansche SS in Nederland, potocznie zwany Begunstigende Leben. Liczył on w 1944 r. ok. 4 tys. członków.